# Visco-coupleur

schéma

Un visco-coupleur, ou viscocoupleur est un système mécanique qui sert à la transmission d'un mouvement de rotation. Il s'appuie sur les propriétés de cisaillement d'un fluide et de frottement visqueux, et permet d'entraîner un arbre en rotation avec un certain glissement, il peut servir sur les  boîtes de vitesses automatiques, ou jouer le rôle d'un différentiel à glissement limité (en anglais Limited slip differential ou LSD) ou autobloquant.

## Utilisation en autobloquant
Il est essentiellement utilisé sur les véhicules à quatre roues motrices, au niveau de la liaison inter-ponts, et intégré dans le différentiel. Il sert donc à limiter le glissement entre le pont arrière et le pont avant. C'est une sorte d'embrayage fait de disques en métal à ailettes, reliés respectivement aux trains avant et arrière, qui transmettent le couple moteur grâce à la viscosité du bain d'huile à base de silicone dans lequel ils sont plongés.
Si un des trains se met à patiner, une différence importante de vitesse de rotation apparaît entre les deux trains. Le but du visco-coupleur est alors de compenser cette différence en ralentissant le disque qui va le plus vite. Une plus grande partie de la puissance est alors transmise au disque du train tournant le plus lentement, ce qui a pour effet d'éviter le patinage du train.
Cette transmission intégrale semi-permanente n'a donc pas besoin de bloquer le pont et peut donc fonctionner sur terrain sec. Elle présente l'avantage de réaliser un blocage automatique et progressif du différentiel, et nécessite moins d'entretien qu'un différentiel à glissement limité (aucune usure de pièces car aucun frottement). 